# Imperi Romà d'Orient
L'Imperi Romà d'Orient, dit igualment Imperi Bizantí en la seva fase medieval, fou la part oriental de l'Imperi Romà, amb capital a Constantinoble (actualment Istanbul i antigament Bizanci), que després de la caiguda de l'Imperi Romà d'Occident el 476 assumí la jurisdicció sobre la totalitat de l'imperi i es mantingué durant un mil·lenni fins a la seva conquesta pels otomans el 1453. Fou la major potència econòmica, cultural i militar d'Europa durant gran part de la seva existència. La denominació Imperi Bizantí és un terme anacrònic inventat amb posterioritat a la seva desaparició. Els seus habitants s'hi referien simplement com a Imperi Romà (grec: Βασιλεία [τῶν] Ῥωμαίων, Vassilia [ton] Roméon; llatí: Imperium Romanum) o Romània (Ῥωμανία) i es consideraven romans.
Entre el segle iv i el segle vi, diversos esdeveniments clau marcaren un període de transició durant el qual l'Orient grec i l'Occident llatí de l'imperi seguiren camins diferents. En primer lloc, Constantí I (r. 324-337) emprengué reformes, traslladà la capital a Constantinoble i legalitzà el cristianisme. Seguidament, Teodosi I (r. 379-395) convertí el cristianisme en religió oficial i perseguí les altres religions. Finalment, Heracli (r. 610-641) refongué l'estructura militar i administrativa de l'imperi i establí el grec com a llengua oficial en detriment del llatí. Malgrat que era la continuació de l'Imperi Romà de l'antiguitat i en conservava les tradicions, els historiadors moderns veuen l'Imperi Romà d'Orient com una fase a part per tal com tenia la capital a Constantinoble, un nucli cultural grec en lloc de llatí i el cristianisme ortodox oriental com a base religiosa.
Les seves fronteres fluctuaren al llarg dels segles. Assolí la seva màxima extensió durant el regnat de Justinià I (r. 527-565), quan reconquerí gran part de la costa mediterrània occidental, incloent-hi el nord d'Àfrica, Itàlia i la ciutat de Roma, que restà sota el seu control durant uns altres dos segles. La guerra romano-sassànida del 602-628 exhaurí els recursos de l'imperi, que cedí definitivament les seves províncies més pròsperes, Egipte i Síria, al califat àrab durant l'expansió de l'islam al segle vii. Sota la dinastia macedònia (segles x i xi), l'imperi tornà a expandir-se i florir durant el renaixement macedoni. Aquests dos segles d'estabilitat s'acabaren amb la caiguda de gran part d'Anatòlia en mans dels turcs seljúcides després de la batalla de Mantziciert (1071), que obrí la porta a l'assentament de la península pels turcs.
L'imperi ressorgí sota la dinastia dels Comnens i al segle xii Constantinoble ja tornava a ser la ciutat més rica d'Europa. Tanmateix, el 1204 patí un revés catastròfic amb la Quarta Croada, en la qual la capital imperial fou saquejada i els territoris romans foren dividits entre estats grecs i llatins en constant rivalitat. Malgrat que un dels seus estats successors aconseguí recuperar Constantinoble i restablir l'Imperi Romà d'Orient el 1261, durant els dos últims segles de la seva història no fou més que un dels diversos estats petits que competien per imposar els seus interessos a la regió. Els otomans anaren conquerint els seus territoris restants en el transcurs de les guerres romano-otomanes dels segles xiv i xv. La caiguda de Constantinoble en mans dels turcs el 1453 fou la fi definitiva de l'Imperi Romà. El seu últim estat successor, l'Imperi de Trebisonda, fou conquerit pels otomans vuit anys més tard.

## Nom
Els seus habitants coneixien l'Imperi Romà d'Orient com a Imperi Romà (llatí: Imperium Romanum), Imperi dels Romans (grec: Βασιλεία [τῶν] Ῥωμαίων, Vassilia ton Roméon o Ἀρχὴ τῶν Ῥωμαίων, Arkhí ton Roméon; llatí: Imperium Romanorum), Romània (Ῥωμανία), República Romana (grec: Πολιτεία τῶν Ῥωμαίων, Politia ton Roméon; llatí: Res Publica Romana) o Romaís (Ῥωμαΐς). Els seus ciutadans es consideraven romans (Ῥωμαῖοι, Romei) i, de fet, els grecs continuaren referint-se a la seva llengua com a romà (Ρωμαίικα, Romeika) fins al segle xix. A partir del 1204, quan l'Imperi Romà d'Orient quedà reduït fonamentalment a les seves províncies completament gregues, es començà a fer servir el nom de hel·lens.
Malgrat que fou un estat multiètnic durant gran part de la seva història i que mantingué vives les tradicions romanohel·lenístiques, els seus contemporanis occidentals i septentrionals identificaren l'Imperi Romà d'Orient amb el seu element grec, cada vegada més predominant. Les fonts medievals occidentals també es referien a l'imperi com a Imperi dels Grecs (llatí: Imperium Graecorum) i al seu emperador com a emperador dels grecs (Imperator Graecorum). Aquests termes es feien servir per distingir-lo del Sacre Imperi Romanogermànic, que reivindicava el llegat de l'Imperi Romà clàssic a Occident. Aquesta distinció no existia ni al món islàmic ni al món eslau, que veien l'imperi directament com a continuació de l'Imperi Romà de l'edat antiga. Els otomans empraren el nom millet-i Rûm (‘nació romana’) fins al segle xx per referir-se als antics súbdits de l'Imperi Romà d'Orient, és a dir, la comunitat cristiana ortodoxa de l'Imperi Otomà.
El terme Imperi Bizantí no fou encunyat fins al 1557, més d'un segle després de la caiguda de l'imperi, quan l'historiador alemany Hieronymus Wolf el feu servir en una col·lecció de fonts històriques anomenada Corpus Historiae Byzantinae. Deriva de Bizanci, el nom de la ciutat a la qual Constantí I el Gran transferí la seva capital des de Roma i que fou reconstruïda i rebatejada com a Constantinoble. A partir d'aquell moment, Bizanci caigué en desús fora de contextos històrics i poètics. La publicació de la Byzantine du Louvre (Corpus Scriptorum Historiae Byzantinae) el 1648 i de la Historia Byzantina de Du Cange el 1680 estengué l'ús del nom Imperi Bizantí entre els autors francesos, incloent-hi Montesquieu. Tanmateix, fou poc utilitzat al món occidental fins a mitjans del segle xix i, malgrat que avui en dia té un ús força ampli, continua sent objecte de crítica pel seu caràcter anacrònic i els seus biaixos ideològics, polítics i lingüístics. L'historiador John Bagnell Bury, autor d'un conjunt d'obres considerades «un dels màxims exponents del renaixement dels estudis bizantins», rebutjà el nom Imperi Bizantí, tot destacant l'arbitrarietat del límit entre l'Imperi Romà i el suposat Imperi Bizantí.

## Història

### Antecedents

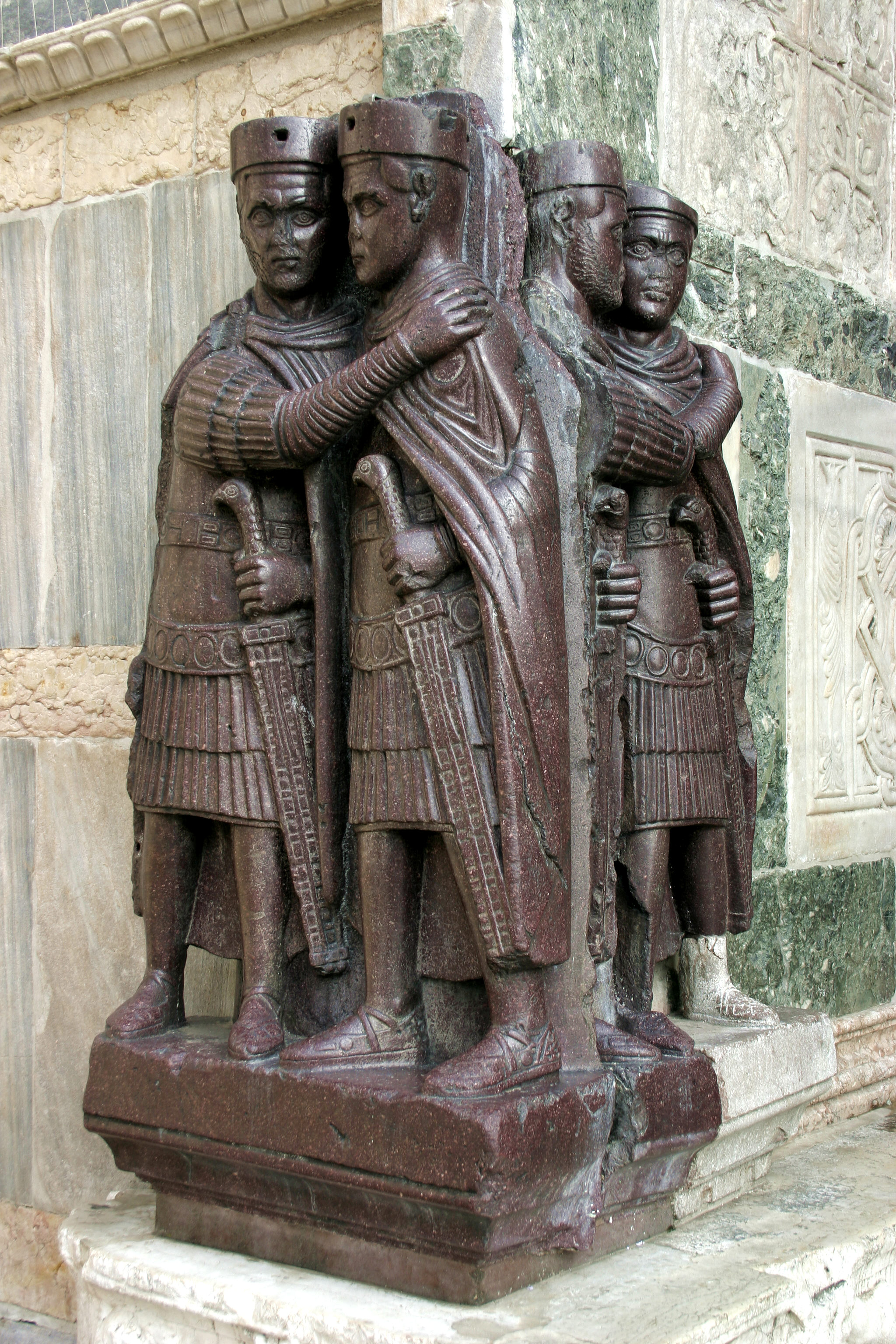
Retrat dels quatre tetrarques, (ca. 300)

Arribat el segle iii, l'Imperi Romà dominava un extens territori centrat en el mar Mediterrani. A grans trets, les províncies orientals, que havien passat per un procés d'hel·lenització durant la seva pertinença a l'Imperi Macedoni i els seus successors, estaven més urbanitzades que les occidentals. A més a més, Occident patí més els efectes de la crisi del segle iii que Orient. Aquestes fissures entre un Orient hel·lenitzat i ben arrelat i un Occident llatinitzat i menys consolidat anaren eixamplant-se amb el pas dels segles. El 286 es produí una primera divisió de l'imperi en una part oriental i una altra d'occidental quan l'emperador Dioclecià escollí Maximià com a august d'Occident. Poc després, el 293, el mateix Dioclecià instituí un nou sistema, la tetrarquia, per garantir la seguretat de les regions amenaçades de l'imperi mitjançant el repartiment de l'imperi entre dos augustos. Cada august triava un col·lega més jove com a cèsar, amb la qual cosa l'associava al poder i l'ungia com a successor seu.
Després de l'abdicació de Dioclecià, el sistema va perdurar pocs anys i es va obrir un període de guerres civils que no van concloure fins al 324, quan Constantí I va unificar ambdues parts de l'imperi. Constantí va reconstruir la ciutat de Bizanci, que seria la nova capital al 330, i la va anomenar Nova Roma, tot i que popularment se la coneixia amb el nom de Constantinoble (en grec, Constantinoupolis o ‘ciutat de Constantí’). La nova administració va instal·lar-se en la capital, que tenia una situació estratègica envejable ben situada al nus de les rutes comercials més importants de la Mediterrània oriental.

### Dinasties teodosiana i tràcia
A la mort de l'emperador Teodosi (395), l'imperi es va dividir definitivament: Flavi Honori, el seu fill gran, va heretar-ne la meitat occidental amb capital a Mediolànum, mentre que al seu altre fill, Arcadi, li va correspondre la meitat oriental amb capital a Constantinoble. Per a la majoria dels autors, és a partir d'aquest moment quan comença pròpiament la història de l'Imperi Romà d'Orient, que es perllongaria durant gairebé un mil·lenni.
Cap a l'any 432 els huns van quedar units sota el rei Rues, que va donar suport a Aeci en les intrigues de poder de l'Imperi Romà d'Occident, i va exigir el retorn dels fugitius huns que s'havien refugiat en territori de l'Imperi Romà d'Orient al servei de Teodosi II el Jove o trencaria la pau. A la seva mort el 434 va deixar els seus nebots Bleda i Àtila (fills del seu germà Mundzuk) amb el poder sobre totes les tribus dels huns. i encara s'estava negociant amb els enviats de Teodosi el lliurament dels renegats. L'any següent Àtila i Bleda es van trobar amb la delegació imperial a la ciutat de Màrgum (actual Požarevac) i, tots muntats a cavall d'acord amb els costums huns, van negociar un acord favorable: els romans no tan sols van retornar les tribus fugitives, sinó que també van doblar el tribut de 350 lliures d'or romanes, van obrir les fronteres als mercaders huns i van pagar un rescat de vuit sòlids per cada presoner romà. Satisfets amb el tractat, els huns van retornar cap a casa, amb l'objectiu de consolidar el seu imperi. Teodosi va aprofitar per reforçar les muralles de Constantinoble, construir el primer mur marítim i fortificar les posicions a les fronteres al curs del Danubi. Els huns es van mantenir fora de la vista dels romans durant els següents cinc anys en què van intentar envair l'Imperi Persa. Una derrota a Armènia va fer que abandonessin aquesta iniciativa i tornessin a dirigir la vista a Europa. El 440 van reaparèixer a les fronteres de l'Imperi Romà atacant mercaders a la riba nord del Danubi que havia quedat fixada pel tractat. Àtila i Bleda van amenaçar de declarar la guerra, argumentant que els romans no havien complert la seva part del tracte i que el bisbe de Margus havia travessat el Danubi per profanar les tombes reials dels huns. Van travessar el Danubi i van arrasar els fortins i la ciutat il·líria a la riba sud, incloent-hi (segons l'historiador Priscus) Vimàncium, que era la ciutat dels mesis a Il·líria. El seu avanç va començar a Margus, on, mentre els romans discutien la possibilitat d'entregar el bisbe origen de la disputa, aquest va desertar als huns i els va ajudar a prendre la ciutat.
Teodosi havia deixat les defenses del riu desprotegides per respondre a la captura de Cartago per part del vàndal Genseric al 440 i la invasió d'Àrmènia del sassànida Yazdegerd II el 441 provocant una crisi financera immediata a l'Imperi d'Occident. La diòcesi d'Àfrica era pròspera i requeria poques tropes per mantenir-la segura, aportant grans ingressos fiscals i exportava blat per alimentar Roma i moltes altres zones. Les tropes romanes es van reunir a Sicília deixant a Àtila i Bleda un camí clar a través d'Il·líria cap als Balcans, acusant-los de trencar el tractat de Màrgum, van envair l'any 441 saquejant Viminàcium, Màrgum, Singidúnum i Sírmium. Després d'una breu treva el 442 Teodosi II el Jove va retirar les seves tropes de Sicília i va ordenar una gran emissió de noves monedes per finançar les operacions contra els huns. Creia que podia derrotar els huns i va rebutjar les demandes dels reis huns, que van continuar amb els seus atacs i Àtila i Bleda van respondre reprenent la seva campanya el 443. Atacant a través del Danubi, van fer caure els centres militars de Raciària i van assetjar amb èxit la ciutat de Naïssus amb ariets i torres mòbils (avanços militars que eren nous pels huns). Van prosseguir la campanya prenent Sàrdica, Filipòpolis, i Arcadiòpolis. Van derrotar les forces romanes a les portes de Constantinoble i tan sols van aturar-se per la manca de l'equipament necessari per posar setge a la ciutat i les seves imponents muralles. Teodosi va admetre la derrota i va enviar l'oficial de la cort Anatoli per negociar les condicions de pau, que van acabar sent més dures que l'anterior tractat: l'emperador va accedir a entregar 6.000 lliures romanes d'or com a penalització per haver desobeït els termes del tractat durant la invasió, el tribut anual es va triplicar, arribant a 2.100 lliures romanes d'or, i el rescat per cada romà presoner va pujar a 12 sòlids, així que no va haver invasions bàrbares significatives a les riques zones del sud d'Anatòlia, el Llevant i Egipte, que seguirien sent pròsperes contribuïdores als ingressos fiscals.
Amb les seves demandes satisfetes, els reis huns es van retirar un altre cop cap a l'interior del seu imperi. El 444, amb la mort de Bleda els huns es van unir sota Àtila, qui un cop va ser l'únic rei dels huns, va dirigir la seva gent cap a l'Imperi Romà Occidental. Els seus súbdits incloïen els huns, però també per altres grups molt més nombrosos, predominantment els pobles germànics. El seu poder es basava en part en la seva capacitat continuada per recompensar els seus seguidors preferits amb metalls preciosos, i va continuar atacant l'Imperi Romà d'Orient fins al 450, quan havia extret grans sumes de diners i moltes altres concessions.
El 447 Àtila va cavalcar de nou a través de Mèsia. A Constantinoble, la intervenció del prefecte Flavi Constantí va organitzar la reconstrucció de les muralles que s'havien ensorrat per un terratrèmol, i en alguns indrets va fer construir una segona línia de fortificació. L'exèrcit romà sota les ordres del magistrat got Arnegiscle va enfrontar-s'hi i va ser derrotat en la batalla de l'Utus, i tot i que va aconseguir d'infligir importants baixes, els huns van quedar sense oposició i en lloc d'atacar Constantinoble van destruir la ciutat de Marcianòpolis i arrasar les indefenses províncies balcàniques d'Il·líria, Tràcia, Mèsia, Escítia, i ambdues províncies de Dàcia fins a arribar a Termòpiles, on va girar cua.
L'Imperi Romà d'Occident va desaparèixer com a tal el 476, quan el jove Ròmul Augústul va ser deposat pel cabdill germànic Odoacre, però a l'Imperi d'Orient els successors de Teodosi van ser capaços de conjurar les successives invasions de pobles bàrbars:
- Els visigots van ser desviats cap a Occident per l'emperador Arcadi (395-408).
- El seu successor, Teodosi II (408-450), va reforçar les muralles de Constantinoble i la va convertir en una ciutat inexpugnable (de fet, no seria conquerida per tropes estrangeres fins al 1204), i va aconseguir evitar la invasió dels huns mitjançant el pagament de tributs fins que després de la mort d'Àtila (453) aquests van deixar de representar un perill.
- Zenó (474-491) va evitar la invasió dels ostrogots de Teodoric, que es van dirigir cap a Itàlia.

### L'era de Justinià (527-565)

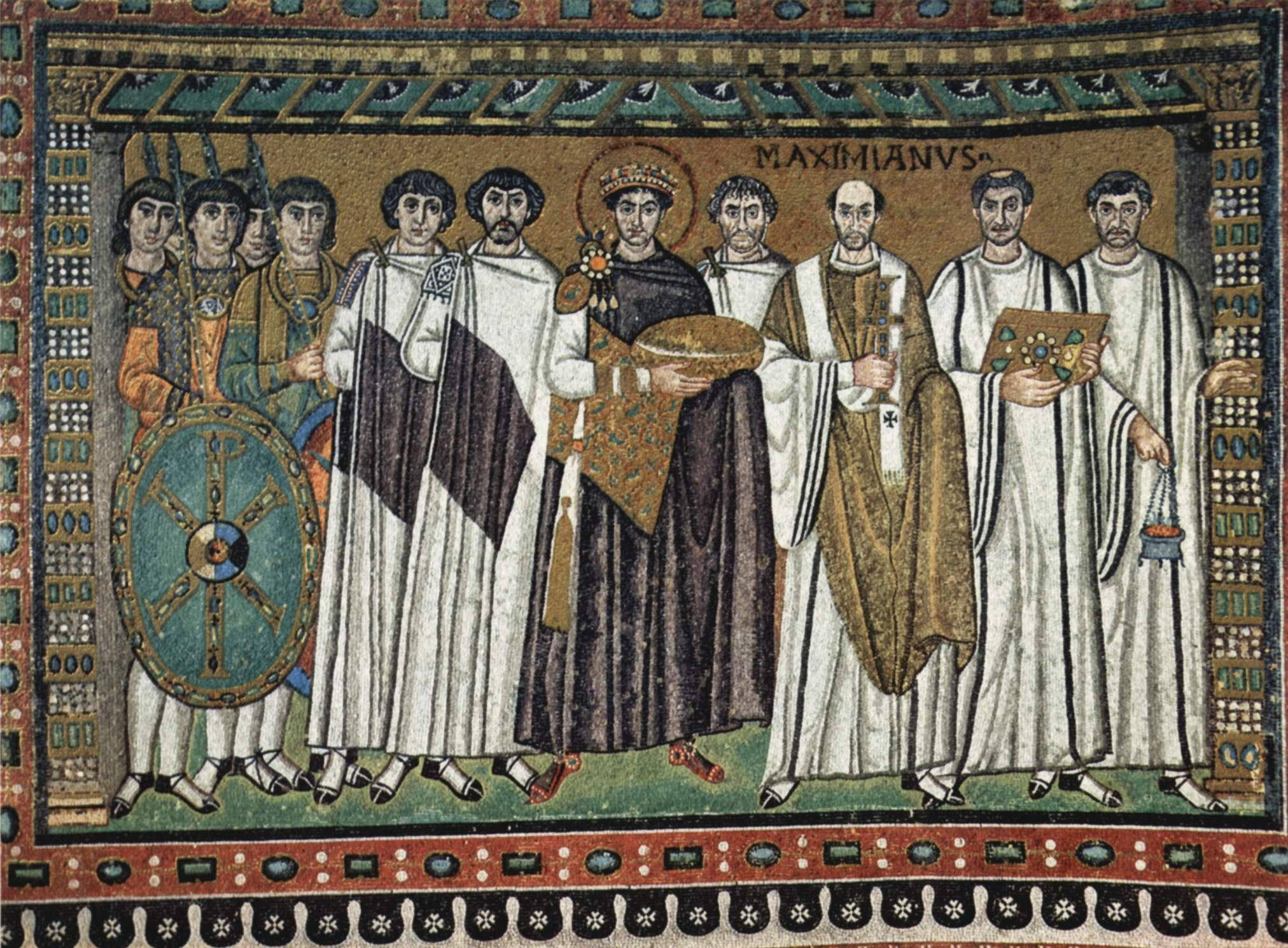
Justinià I en un dels mosaics de l'església de Sant Vidal a Ravenna

Durant el regnat de Justinià I, l'imperi es va expandir. L'emperador va iniciar un programa de reformes i d'iniciatives militars amb les quals va restaurar les fronteres de l'antic Imperi Romà. Així, mentre a la frontera oriental va aturar els projectes expansionistes de l'emperador persa Còsroes I, va emprendre una sèrie de guerres de conquesta a la part occidental:
- Entre 533 i 534, un exèrcit sota comandament del general Belisari va conquerir el Regne dels vàndals, a l'antiga província romana d'Àfrica. El territori, una vegada pacificat, va ser governat per un funcionari denominat magister militum.
- Entre 535 i 536, Belisari va arrabassar als ostrogots Sicília i el sud d'Itàlia, i arribà fins a Roma. Després d'una breu recuperació militar dels ostrogots (541-551), un nou exèrcit romà d'Orient, comandat aquesta vegada per Narses, finalment va annexionar tot Itàlia a l'imperi, i establí la capital dels territoris conquerits a Ravenna.
- El 552, la rebel·lió d'Atanagild, amb suport de l'oligarquia de la [[Bètica], va suposar l'entrada en acció del poder romà d'Orient, en expansió sota Justinià I. Una part important de la Bètica i la Cartaginense, atesa la seva importància per al comerç al Mediterrani, va ser conquerida i incorporada per aquest emperador sota el nom de Província d'Espània, que va establir la seva capital a la mediterrània Malaca.[40] Per això, Justinià va haver de comptar amb el suport fonamental de la població i elit vernacla, fortament romanitzada, que estava en contra dels visigots i desitjava la tornada a l'ordre romà i catòlic. No obstant això, la presència romana d'Orient a la Bètica va ser fugaç, ja que el regne visigot de Toledo sempre va voler recuperar el litoral perdut. Les campanyes, primer de Leovigild i després de Suintila, van fer que es creés un poder unificat a la península Ibèrica.

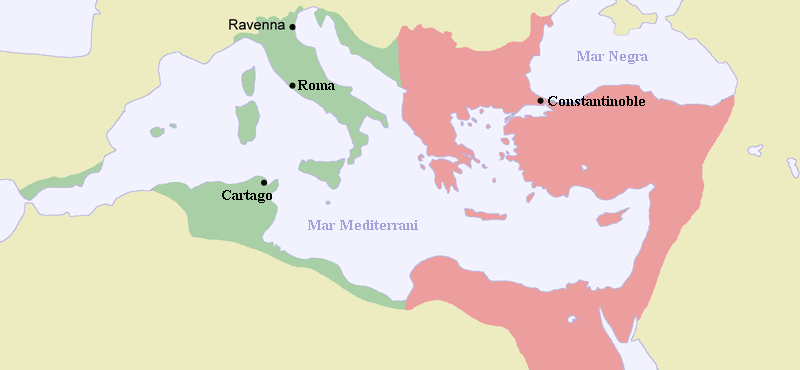
Mapa de l'Imperi Romà d'Orient el 550. En verd s'indiquen les conquestes de Justinià I

Presència romana d'Orient a la península Ibèrica.

L'època de Justinià no solament destaca pels seus èxits militars sinó que sota el seu regnat, l'imperi va viure una època d'esplendor cultural, malgrat la clausura de l'acadèmia d'Atenes. Cal destacar, entre moltes d'altres, les figures dels poetes Nonos de Panòpolis i Pau el Silenciari, l'historiador Procopi i el filòsof Joan Filopó. Entre 528 i 533, una comissió nomenada per l'emperador va codificar el dret romà en l'anomenat Corpus Iuris Civilis, fent possible així la transmissió a la posteritat d'un dels llegats del món antic més importants. Al mateix temps, es portaran a terme grans obres arquitectòniques com l'església de Santa Sofia, dissenyada pels científics Antemi de Tralles i Isidor de Milet.
Encara es debat si el gran programa militar i cultural de Justinià, que certament dugué al límit les capacitats i la hisenda de l'estat, va precipitar l'imperi cap a una crisi que s'iniciaria després de la mort de Justinià i arribaria al punt culminant a mitjans del segle vii.

### Els anys foscos i la reorganització de l'imperi
El 584 es va perdre Còrdova, la darrera possessió imperial a Espània, que va passar a mans dels visigots. Maurici va reaccionar organitzant els territoris amenaçats de l'oest en exarcats, creant l'exarcat de Ravenna (584) i l'exarcat d'Àfrica (591); el primer serviria per aturar l'avanç dels longobards i el segon el dels àrabs.
El segle vii comença amb la crisi provocada per l'espectacular ofensiva del monarca sassànida Còsroes II, que amb les seves conquestes a Egipte, Síria i Àsia Menor va arribar a amenaçar l'existència mateixa de l'imperi. Aquesta situació va ser aprofitada per altres enemics dels romans d'Orient, com els àvars i els eslaus, que van posar setge a Constantinoble el 626. L'emperador Heracli va ser capaç, després d'una guerra llarga i esgotadora, de rebutjar l'atac d'àvars i eslaus i de derrotar totalment els perses l'any 628. El fracàs de la invasió sassànida va revertir els dos imperis a l'statu quo ante bellum amb la retirada dels sassànides de tots els territoris ocupats i el retorn de la Vera Creu als romans d'Orient i l'exhauriment dels dos imperis, que van quedar vulnerables a l'expansió de l'islam.
Entre el 633 i el 645, la fulgurant expansió de l'islam arrabassà per sempre a l'imperi les províncies de Síria, Palestina, Àfrica i Egipte. A mitjans del segle vii les fronteres es van estabilitzar; tot i que els àrabs van continuar pressionant i van arribar a amenaçar la capital, la superioritat naval romana d'Orient, les magnífiques fortificacions i el monopoli del foc grec, van protegir l'imperi. L'esclat de la guerra civil que va tenir lloc amb l'arribada al poder del califat Rashidun d'Alí ibn Abi-Tàlib l'any 656 va permetre a l'emperador Constant II va utilitzar per reforçar les seves defenses, estendre i consolidar el seu control sobre Armènia i, sobretot, iniciar una important reforma de l'exèrcit amb l'establiment dels temes, els grans comandaments territorials en què Anatòlia, el principal territori que quedava a l'Imperi Romà d'Orient, es va dividir. En cadascun d'ells s'hi van instal·lar les restes dels antics exèrcits de camp, i s'hi van assignar terres als soldats en pagament del seu servei. Els temes formarien el nucli dur del sistema defensiu romà d'Orient durant els segles a venir.
Uns anys més tard, l'emperador Constantí IV (668-685) es veié obligat a acceptar la creació del Primer Imperi Búlgar a la província de Mèsia després de la derrota en la batalla d'Ongal el 680. Durant tota aquesta època, a més, diversos pobles eslaus es van instal·lar als Balcans, i arribaren fins i tot al Peloponès. Pel que fa a la part occidental, la invasió dels longobards va fer molt més precari el domini romà d'Orient sobre Itàlia.
A finals del segle vii, per les pressions del Regne Longobard, la província de la Venezia marittima havia quedat reduïda a la regió de la llacuna de Venècia, protegida per la seva posició geogràfica específica i pel suport marítim de la poderosa marina romana d'Orient, i la distància de Constantinoble i algunes disputes polítiques a causa de la Qüestió dels Tres Capítols van provocar inicialment el naixement de dues faccions a Venècia que lluitaven entre si, alineades amb els llombards o els romans d'Orient i l'establiment del ducat de Venècia amb les ciutats de la Llacuna de Venècia, governada per un duc elegit pels seus pars de la classe dirigent de la ciutat, i segons la tradició l'any 697 Pauluci Anafest fou nomenat primer dux de Venècia.
Després del fracàs de capturar Constantinoble entre 717 i 718, els omeies van desviar la seva atenció durant un temps cap a un altre lloc, permetent als romans passar a l'ofensiva i aconseguir alguns guanys a Armènia. A partir del 720/721, però, els exèrcits àrabs van reprendre les seves expedicions contra l'Anatòlia romana d'Orient, encara que ara ja no tenien com a objectiu la conquesta, sinó les incursions a gran escala, el saqueig i la devastació del camp i només ocasionalment atacant forts o grans assentaments. Amb els darrers califes omeies i els primers abbàssides la frontera entre l'imperi i el califat es va estabilitzar al llarg de les muntanyes del Taure. Al costat àrab, Cilícia va estar permanentment ocupada i les ciutats que havien quedat desertes, com Adana, Mopsuèstia i Tars, van ser refortificades i repoblades sota els primers abbàssides, i a l'Alta Mesopotàmia, llocs com Maraix, al-Hadath i Malatya es van convertir en grans centres militars. Aquestes dues regions van arribar a formar les dues meitats d'una nova zona fronterera fortificada amb l'Imperi Romà d'Orient, al-Thughur.
Entre els anys 726 i 843, l'Imperi Romà d'Orient va ser esquinçat per les lluites internes entre els iconoclastes, partidaris de la prohibició de les imatges religioses, i els iconòduls, contraris a la prohibició. La primera època iconoclasta es va prolongar des del 726, any en què Lleó III (717-741) va suprimir el culte a les imatges, fins al 783, quan aquest culte va ser restablert pel II concili de Nicea. La segona va tenir lloc entre 813 i 843, any en què va ser restablerta definitivament l'ortodòxia.
Malgrat una certa decadència militar, política i econòmica, cal destacar el fet que l'imperi va seguir existint. Per això, actualment els historiadors consideren que, malgrat l'aparent decadència d'aquests segles, la supervivència de l'estat romà d'Orient fou deguda a la fortalesa de tota l'estructura social i política i a les importants reformes dels emperadors de l'època. En aquest sentit, cal tenir presents alguns fets significatius:
- Uniformització cultural i religiosa: la pèrdua davant l'islam de les províncies de Síria, Palestina i Egipte va portar com a conseqüència una major uniformització de l'imperi, ja que van desaparèixer els grans nuclis del monofisisme i el 843 va poder culminar, finalment, la unitat religiosa. Els territoris que l'imperi conservava a mitjans del segle vii eren de cultura fonamentalment grega i el llatí va ser definitivament abandonat en favor del grec.
- Reorganització territorial: al segle vii, probablement en època de Constant II (641-668), l'Imperi es va dotar d'una nova organització territorial que va fer-ne més eficaç la defensa. El territori romà d'Orient es va organitzar en temes, districtes militars que eren alhora circumscripcions administratives, i el governador i cap militar dels quals, l'estrateg, gaudia d'una àmplia autonomia.
- Ruralització: la pèrdua de les províncies del sud, on més desenvolupament havien assolit l'artesania i el comerç, va implicar que l'economia romana d'Orient passés a ser essencialment agrària. La irrupció de l'islam a la Mediterrània a partir del segle viii va dificultar les rutes comercials. Va decréixer la població i la importància de les ciutats en el conjunt de l'imperi, en tant que començava a desenvolupar-se una nova classe social, l'aristocràcia latifundista, especialment a l'Àsia Menor.

### Renaixement macedoni

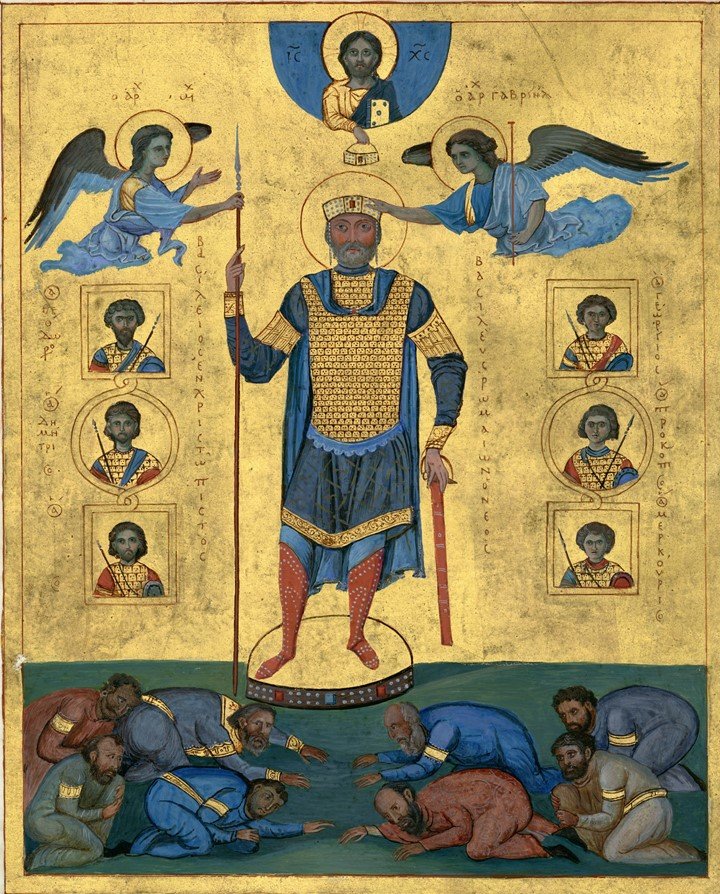
Basili II

El final de les lluites iconoclastes va permetre un desenvolupament important de l'imperi, visible ja durant el regnat de Miquel III (842-867), últim emperador de la dinastia amoriana i, sobretot, durant els gairebé dos segles (867-1056) en què l'imperi va ser regit per la dinastia macedònica. Aquest període és conegut pels historiadors com el renaixement macedònic. D'altra banda, la crisi que pateix el califat abbàssida, principal enemic de l'imperi a Orient, debilita considerablement l'ofensiva islàmica.
Tot i així, els nous estats musulmans que van sorgir com a resultat de la dissolució del califat, principalment els aglàbides del nord d'Àfrica i el Califat Fatimita d'Egipte, reactivaria la lluita amb els romans d'Orient per la supremacia a la Mediterrània oriental:
- En el segle ix, Creta seria conquerida pels musulmans el 824 i després arrabassarien definitivament Sicília a l'imperi.
- En la segona meitat del segle x, els romans d'Orient iniciarien ofensives importants contra l'islam, i van recuperar territoris perduts molts segles abans. Nicèfor Focas (963-969) va reconquerir el nord de Síria, incloent-hi la ciutat d'Antioquia (969), així com les illes de Creta (961) i Xipre (965).

El gran enemic occidental de l'imperi durant aquesta etapa va ser l'estat búlgar. Convertida al cristianisme a mitjan segle ix, Bulgària va assolir el seu apogeu en temps del tsar Simeó (893-927), educat a Constantinoble. Des del 896, l'imperi va estar obligat a pagar un tribut a Bulgària, i el 913 Simeó va estar a punt d'atacar la capital. A la mort d'aquest monarca (927), el seu regne comprenia bona part de Macedònia, de Tràcia, Sèrbia i Albània. El poder de Bulgària, però, va decaure durant el segle x i a començaments del segle següent l'emperador romà d'Orient Basili II (976-1025), anomenat Bulgaròcton (‘matador de búlgars’) va conquerir Bulgària, la va annexionar a l'imperi tot dividint-la en quatre temes.
Les relacions amb Occident van ser tenses a partir de la coronació de Carlemany (800) i les pretensions dels seus successors al títol d'emperador romà i al domini sobre Itàlia. Durant tota aquesta etapa, malgrat la pèrdua de Sicília, l'imperi va continuar tenint una enorme influència al sud de la península italiana. Les disputes amb Otó I, que pretenia expulsar els romans d'Orient d'Itàlia, es van resoldre mitjançant el matrimoni de la princesa romana d'Orient Teòfana, neboda de l'emperador romà d'Orient Joan I Tsimiscés, amb Otó II.

### Amenaça turca i croades

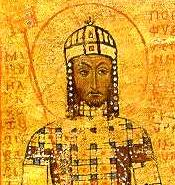
Manuel I Comnè (1143-1180)

Joan Ladislau de Bulgària perdé la vida el 1018 en la batalla de Dirràquion i la seva vídua, l'emperadriu Maria, es rendí finalment a Basili II Bulgaròcton juntament amb el patriarca i la majoria dels nobles. Ben aviat, l'emperador romà extingí els últims focus de resistència i posà fi al Primer Imperi Búlgar. Després del període d'esplendor que va suposar el renaixement macedònic, la segona meitat del segle xi va iniciar un període de crisi, marcat per la creixent feudalització de l'imperi i la seva debilitat davant l'aparició de dos poderosos enemics: l'Imperi Seljúcida i els regnes cristians d'Europa occidental.
A la frontera oriental, els turcs seljúcides, que fins al moment havien centrat el seu interès a derrotar l'Egipte fatimita, van començar a fer incursions a l'Àsia Menor. El 1071, va acabar l'hegemonia romana d'Orient a l'Àsia Menor a conseqüència de la inesperada derrota en la batalla de Mantziciert de l'emperador Romà IV Diògenes davant l'exèrcit d'Alp Arslan, soldà dels seljúcides. Els intents posteriors dels emperadors Comnens per reconquerir els territoris perduts es revelaran sempre infructuosos. Més encara, un segle després, Manuel I Comnè sofriria una altra humiliant derrota davant els seljúcides en la batalla de Miriocèfal (1176).
A Occident, entre el 1060 i el 1076, els normands van atacar i finalment arribaren a expulsar d'Itàlia els romans d'Orient, tot conquerint Dirràquion, a Il·líria, des d'on pretenien obrir-se camí fins a Constantinoble. La mort de Robert Guiscard l'any 1085 va evitar que aquests plans es portessin a efecte. Tanmateix, pocs anys després, la Primera Croada es convertiria en un maldecap per a l'emperador Aleix I Comnè. Encara que teòricament els croats s'havien compromès a posar sota l'autoritat de l'imperi els territoris conquerits, els croats van acabar per establir diversos estats independents a Antioquia, Edessa, Trípoli i Jerusalem.
Els governs d'Andrònic I Comnè i Isaac II Àngel van empitjorar la situació de la pagesia i la noblesa búlgara i els rebels búlgars van reconèixer Pere IV Assèn de Bulgària com a rei donant inici a la formació del Segon Imperi Búlgar a la zona septentrional amb capital a Veliko Tàrnovo, que es convertí en un important centre cultural.

### El desmembrament de l'imperi

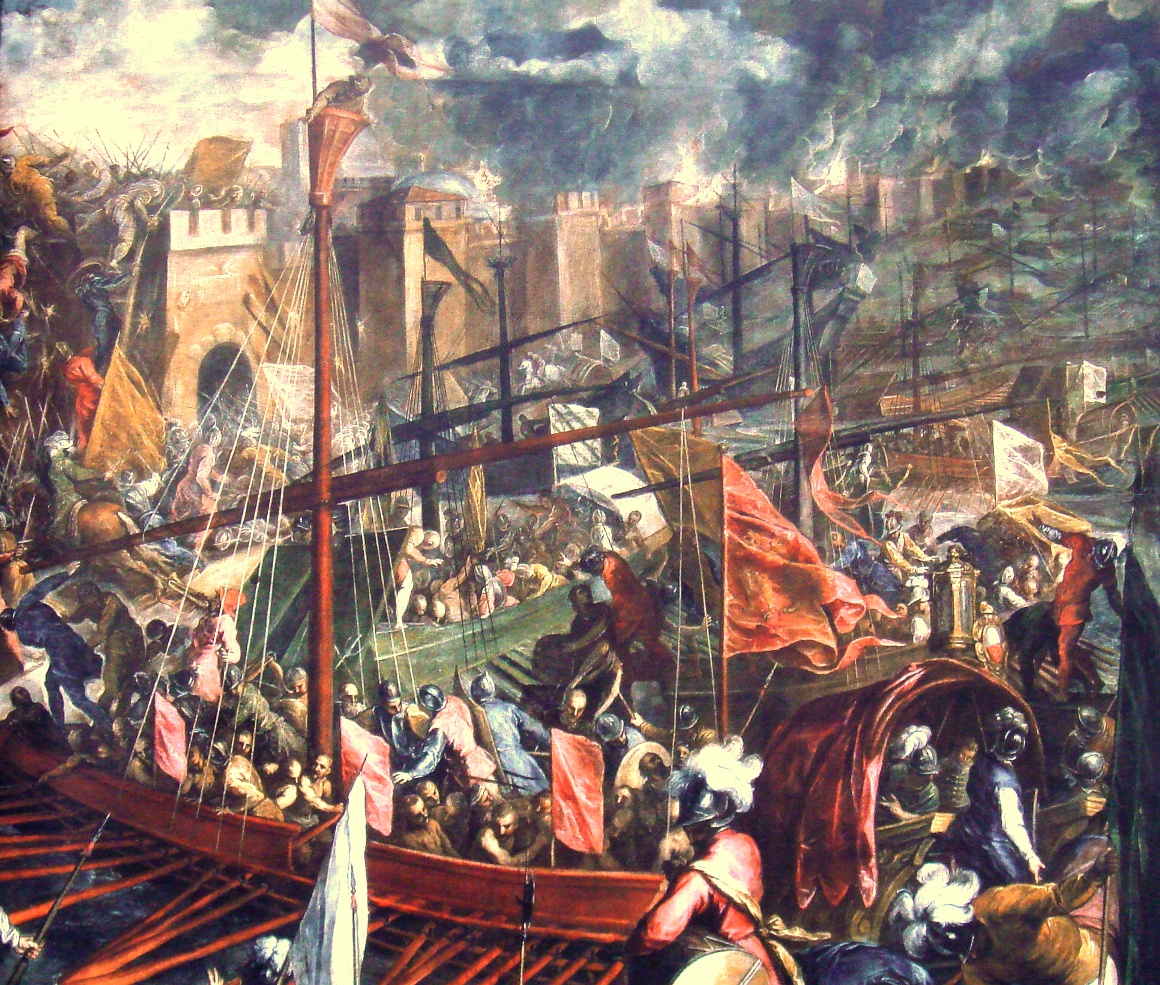
Setge de Constantinoble de 1204

Frederic Barba-roja, emperador del Sacre Imperi Romanogermànic, va intentar conquerir sense èxit l'imperi durant la tercera croada, però va ser la quarta la que va tenir un efecte més devastador sobre l'Imperi Romà d'Orient i fou l'acte final que segellà irremeiablement el Gran Cisma d'Orient entre l'Església Ortodoxa i Església Catòlica Romana.
La intenció inicial de la Quarta Croada era conquerir Egipte. Tanmateix, unes expectatives de reclutament de croats molt superiors a les que realment es varen donar provocaren l'endeutament dels líders croats. En aquest context, el príncep Aleix, fill de l'emperador derrocat Isaac II Àngel, va prometre una extraordinària recompensa si els croats l'ajudaven a recuperar el tron imperial romà d'Orient. Els croats reeixiren a derrocar l'usurpador Aleix III Àngel i entronitzaren el príncep Aleix amb el títol d'Aleix IV Àngel. Tanmateix, poc després, aquest fou assassinat per un nou usurpador, l'emperador Aleix V Ducas, que es negà a saldar els deutes de l'emperador assassinat Aleix IV Àngel. Finalment, els croats tornaren a atacar Constantinoble i la ciutat va caure el 12 d'abril del 1204, i fou sotmesa a un brutal saqueig.
Segons la prearranjada Partitio terrarum imperii Romaniae, l'imperi es distribuïa entre la República de Venècia i els líders de la croada, i s'establia l'Imperi Llatí. Balduí de Flandes en fou elegit el primer emperador per un comitè de dotze electors (sis de venecians i sis d'altres). Bonifaci I de Montferrat no fou elegit perquè els venecians pensaven que tenia massa connexions amb l'anterior imperi perquè el seu germà Renyer havia estat casat amb Maria Comnena, emperadriu els anys 1170 i el 1180. Bonifaci va establir-se com a vassall al Regne de Tessalònica i s'apoderà de Creta, que acabà venent el 1204 als venecians.
Les victòries inicials de Balduí de Flandes sobre els romans d'Orient no impediren que les coses aviat es torcessin i sumissin l'Imperi Llatí en un estat de precarietat del qual ja no sortiria en tota la seva breu existència, enfrontat amb el Segon Imperi Búlgar per la possessió de territoris romans que cada part reclamava per a si mateixa. La resistència romana a la conquesta llatina a Àsia va començar gairebé immediatament sota el lideratge de Teodor Làscaris, gendre de l'emperador Aleix III Àngel, i el seu germà Constantí, Miquel Comnè Ducas es va instal·lar com a governant autònom a l'Epir, i els germans Aleix i David Comnè s'havien independitzat formant l'Imperi de Trebisonda amb el suport de Tamara de Geòrgia. Els parents de Balduí van lluitar durant molts anys pels seus dominis.

### Restauració
A partir d'aleshores, es fundà l'Imperi Llatí així com altres estats croats en els territoris europeus de l'extint l'Imperi Romà d'Orient. A més, sorgiren estats grecs que se'n proclamaven hereus: l'Imperi de Nicea i l'Imperi de Trebisonda, així com el Despotat de Morea, el Despotat de l'Epir, etc. El primer, controlat per la dinastia dels Paleòleg, va reconquerir Constantinoble el 1261, sota el regnat de Miquel VIII Paleòleg, i va derrotar l'Epir, revitalitzant l'imperi. Tanmateix, estaven massa preocupats amb Europa, quan s'estava produint un important increment de la penetració dels turcs a l'Àsia Menor, cosa que seria ben aviat el principal problema.
A partir del mateix 1261, l'avenç turc va reduir considerablement els dominis asiàtics de l'imperi, que en alguns períodes és convertit en vassall dels otomans; d'altra banda, als Balcans va haver de competir amb els estats grecs i llatins que havien sorgit arran de la conquesta de Constantinoble el 1204, i a la Mediterrània la superioritat naval veneciana deixava poques opcions a l'imperi.

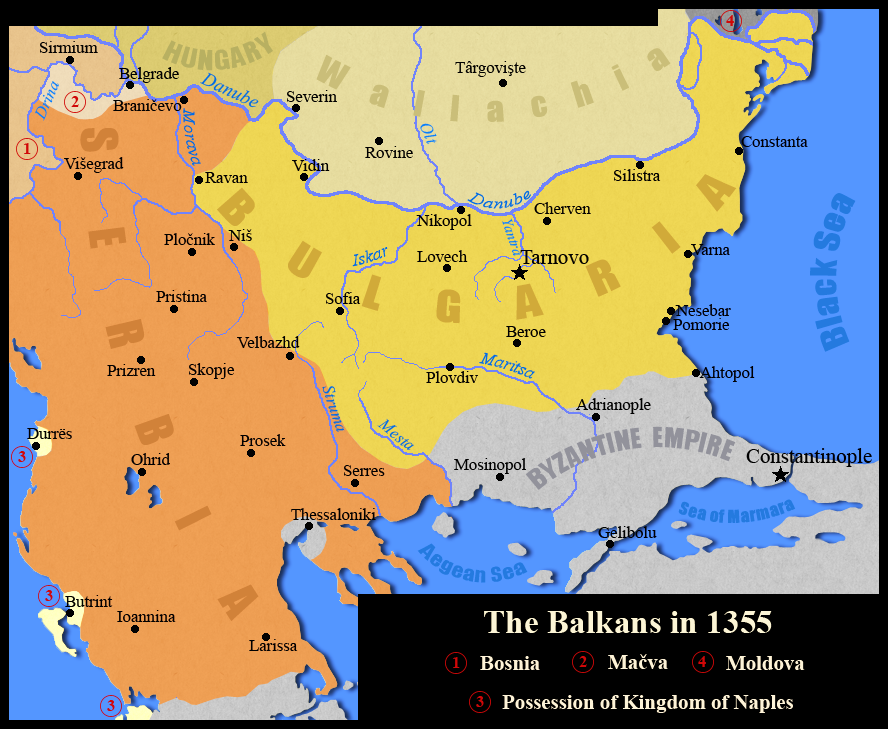
Els Balcans el 1355

El creixent poder del Regne de Sèrbia des de finals del segle xiii va preocupar el Segon Imperi Búlgar i l'Imperi Romà d'Orient, que es van aliar contra Sèrbia el 1327. El 1330 Esteve Uroš III de Dečani derrotà els búlgars en la batalla de Velbajd, en la que l'emperador búlgar va morir, i els búlgars van ser incapaços d'aturar l'avenç serbi cap a la Macedònia romana d'Orient.

### Companyia Catalana d'Orient
Durant el segle xiv, l'imperi va haver d'afrontar la terrible revolta de la Companyia Catalana d'Orient i dues devastadores guerres civils. Durant un temps, l'Imperi va sobreviure perquè seljúcides, mongols i perses safàvides estaven massa dividits per a poder atacar, però finalment els turcs otomans van envair totes les possessions romanes d'Orient a excepció d'unes poques ciutats portuàries.

### Caiguda final en mans dels otomans
Finalment, la caiguda de Constantinoble es va produir després d'un setge de dos mesos dut a terme per Mehmet II, el 29 de maig de 1453. L'últim emperador romà d'Orient, Constantí XI Paleòleg, va ser vist per última vegada quan entrava en combat defensant les muralles. Mehmet II també va conquerir Mistra el 1460 i el darrer nucli, Trebisonda, el 1461. Era la fi de l'imperi.

## El món romà d'Orient

### Demografia
Són molt poques les dades que permeten calcular la població de l'Imperi Romà d'Orient, tot i que se sap que la major concentració de població va estar sempre en la part asiàtica de l'imperi, especialment en el litoral de l'Egeu de l'Àsia Menor.
Es calcula que a finals del segle iv la població total de l'Imperi Romà d'Orient era d'uns 25 milions, repartits per una àrea d'aproximadament 1.600.000 km². En el segle ix, després de la pèrdua de les províncies de Síria, Egipte i Palestina i la crisi de població del segle iv, es calcula que devien viure dins l'imperi uns 13 milions de persones en un territori de 745.000 km². Al segle xiii, amb les importants pèrdues territorials patides per l'imperi, no és probable que els basileus dirigissin el destí de més de 4.000.000 de persones. Des d'aleshores, el territori de l'imperi i la seva població van anar decreixent ràpidament fins a la caiguda de Constantinoble el 1453.

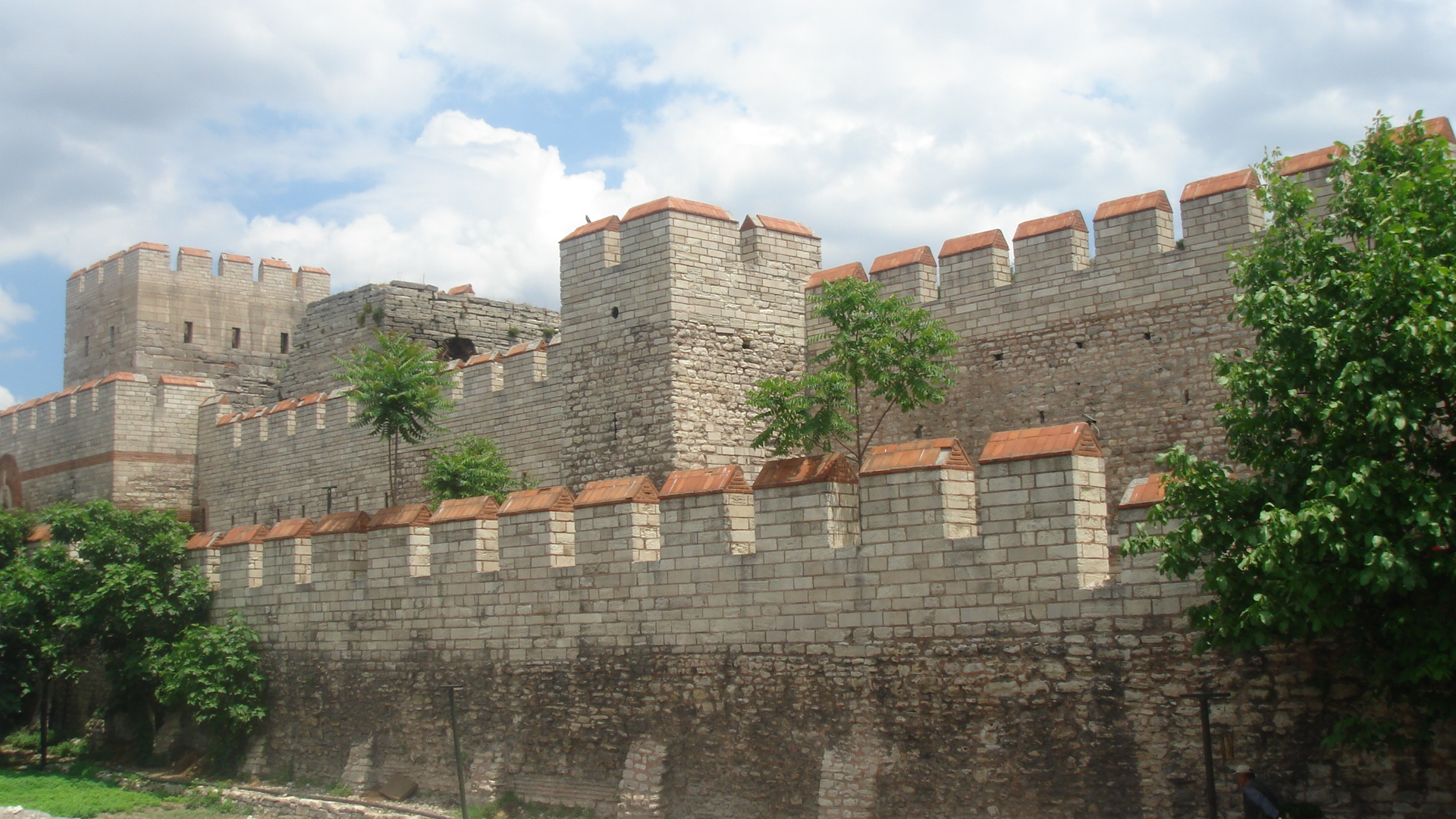
Muralla medieval restaurada de Constantinoble

El creixement de Constantinoble va ser espectacular durant els segles iv i v. Mentre que la capital d'Occident, Roma, havia passat des dels prop d'un milió d'habitants en temps d'August a tan sols uns 100.000 en el segle v, Constantinoble, que en el moment de la seva fundació tenia escassament 30.000 habitants, arribà als 400.000 en època de Justinià I.
Tanmateix, Constantinoble no era l'única gran ciutat de l'imperi. S'ha calculat que la població d'Alexandria en aquella mateixa època tenia al voltant dels 300.000 habitants, una mica més gran que Antioquia, amb 250.000, seguida d'altres ciutats com Efes, Esmirna, Pèrgam, Trebisonda, Edessa, Nicea, Tessalònica, Tebes i Atenes.
Els esdeveniments del segle vi van provocar un important retrocés de la urbanització tant per les guerres com per una desgraciada successió d'epidèmies i catàstrofes naturals. En el segle següent, després de la pèrdua de Síria, Palestina, Egipte i Cartago, a l'imperi només hi havia dues grans ciutats: Constantinoble i Tessalònica. Sembla que la població de Constantinoble va decréixer considerablement durant els segles vi i vii a causa, entre altres raons, de la pesta, i només va començar a recuperar-se a mitjans del segle viii. Es calcula que la seva població era d'uns 300.000 habitants durant el renaixement macedònic, i de no menys de 500.000 sota la dinastia dels Comnens.
En els darrers anys de l'imperi, les ciutats van patir un pronunciat decreixement. Es calcula que en el moment de la conquesta de Constantinoble pels turcs la població de la capital es movia al voltant dels 50.000 habitants, i la de la segona ciutat de l'imperi, Tessalònica, rondava els 30.000.

### Economia
L'economia romana d'Orient va ser la més avançada d'Europa durant molts segles. Les reformes de Constantí V al voltant de l'any 765 marcaren el començament d'un ressorgiment que va ser continuat fins al 1204. Des del segle x fins al final del xii, l'Imperi Romà d'Orient mostrava al món una imatge de grandesa i els viatgers quedaven impressionats per la riquesa que s'acumulava a la capital. Tot això va canviar amb l'arribada de la Quarta Croada, que va ser una veritable catàstrofe. Els Paleòleg intentaren reactivar l'economia, però l'últim estat romà d'Orient no aconseguí recuperar el control del poder econòmic. Gradualment, també perdrien la seva influència en les diverses activitats del comerç i els mecanismes de control dels preus, així com el control sobre la sortida dels metalls preciosos i, segons alguns erudits, fins i tot sobre la capacitat d'encunyar monedes.

#### L'agricultura i la indústria
Com en la resta del món en l'edat mitjana, la principal activitat econòmica era l'agricultura. Aquesta estava organitzada en latifundis, en mans de la noblesa i el clergat.
La principal indústria era la tèxtil, basada en tallers de seda estatals que feien servir grans quantitats d'operaris. L'imperi depenia per complet del comerç amb Orient pel proveïment de seda fins que, a mitjans del segle vi, uns monjos desconeguts van aconseguir portar cucs de seda a Justinià. L'imperi va començar a produir la seva pròpia seda —principalment a Síria—, i la seva fabricació va ser un secret zelosament guardat i desconegut a la resta d'Europa fins almenys al segle xii.

#### El comerç

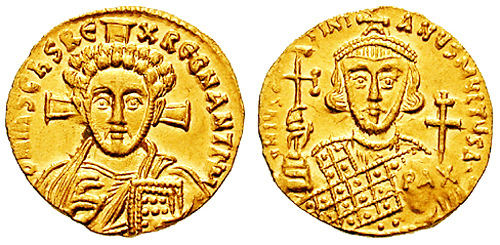
Sòlid de Justinià II

El comerç va gaudir d'una gran importància, recolzat en el prestigi que tenia la seva moneda, el sòlid, en el comerç mundial de l'època. Per la seva situació geogràfica, l'Imperi Romà d'Orient va ser un intermediari necessari entre Orient i el Mediterrani, com a mínim fins al segle vii, quan l'islam es va apoderar de les províncies meridionals de l'imperi. Va ser especialment important la posició de la capital que controlava el pas d'Europa a Àsia; dominaven l'estret del Bòsfor, i amb això tenien el control dels intercanvis entre el Mediterrani, des d'on s'accedia a l'Europa occidental, i el mar Negre, que enllaçava amb el nord d'Àfrica i Rússia.
Existien tres rutes principals que enllaçaven el Mediterrani amb l'Extrem Orient: 
- El camí més curt travessava Pèrsia, i després l'Àsia central (Samarcanda, Bukharà). Es coneix com a ruta de la Seda.
- Una segona ruta, molt més complicada, evitava Pèrsia, i passava pel mar Negre, pels ports de Crimea, el Caspi i des d'allà cap a l'Àsia central. Aquesta ruta va ser oberta en època de Justí II.
- Per mar, des de la costa d'Egipte, pel mar Roig i l'oceà Índic, aprofitant els monsons, fins a Sri Lanka. Aquesta ruta marítima possibilitava no sols el comerç amb l'Índia, sinó també amb el Regne d'Aksun, en l'actual Eritrea. Una relació de les seves vicissituds es troba en l'obra del viatger Cosme Indicopleustes. El comerç romà d'Orient que utilitzava aquesta ruta va desaparèixer quan en el segle vii es van perdre les províncies meridionals de l'imperi.

El comerç romà d'Orient va entrar en decadència durant els segles xi i xii, a causa de les ruïnoses concessions que es van fer a les potències econòmiques emergents com Venècia i, en menor mesura, Gènova i Pisa.

### Organització política i administrativa
Tant l'organització política com l'administrativa, va ser, en un primer moment, la mateixa que hi havia hagut a l'Imperi Romà d'Occident.

#### Emperador
El cap suprem de l'imperi era l'emperador o basileu, que dirigia l'exèrcit i l'administració. Cada emperador tenia dret a escollir el seu successor, al qual associava a les tasques de govern atorgant-li el títol de cèsar. En algun moment de la història de l'imperi, i més concretament durant el regnat de Romà Lecapè, van arribar a haver-hi fins a cinc cèsars simultàniament.
El successor no era necessàriament fill de l'emperador. En molts casos, la successió va ser d'oncle a nebot. Justinià, per exemple, va succeir al seu oncle Justí I i va ser succeït pel seu nebot Justí II. D'altra banda, altres futurs governants van arribar a la dignitat imperial pel matrimoni, com Nicèfor II o Romà IV Diògenes.
Tot i que l'emperador escollia el seu successor, van ser molts els que van arribar al poder proclamats per l'exèrcit, com ara Heracli o Aleix I Comnè, o gràcies a les intrigues cortesanes, a vegades culminades amb diversos assassinats. Per evitar que els emperadors deposats i els seus familiars reclamessin el tron, sovint els provocaven la ceguesa o, en alguns casos, els castraven i els tancaven en monestirs. Un cas particular n'és el de Justinià II anomenat Rhinotmetos (‘nas tallat’), a qui l'usurpador Lleonci II va tallar el nas i va desterrar, tot i que posteriorment recuperaria el tron.
La figura de l'emperador estava especialment relacionada amb l'Església, que es va convertir en un factor estabilitzador, i especialment amb el patriarca de Constantinoble. La monarquia romana d'Orient tenia un cert caràcter «diví» i en certes prerrogatives del seu càrrec remeten al rex sacerdos (‘rei sacerdot’) de la monarquia israelita; cal recordar que un dels títols dels emperadors era el d'Isapostolos, és a dir, ‘igual als apòstols’. L'emperador i el patriarca tenien una relació de mútua interdependència: tot i que l'emperador designava el patriarca, era aquest qui confirmava el seu accés al poder mitjançant la cerimònia de coronació. Al llarg de la història de l'imperi, entre l'emperador i el patriarca va haver-hi moments difícils, ja que en certs moments els interessos de l'estat diferien dels de l'Església. Això va succeir especialment en la darrera etapa de l'imperi, quan els emperadors, per obtenir l'ajuda d'Occident per fer front als turcs, intentaven restaurar la unitat religiosa entre la seva Església i la de Roma; en aquests moments, evidentment, es trobaren amb la fèrria oposició dels patriarques.
Una de les principals accions en què es fonamentava el poder de l'emperador era el seu control sobre una eficaç administració, que es regia pel Copus Iuris Civilis, tractat elaborat en època de Justinià. L'organització territorial es basava, des del segle vii, en els temes o províncies sota el comandament d'un estrateg.

#### Títols nobiliaris, títols imperials
Aquests van ser els títols més alts, generalment limitats als membres de la família imperial o per a seleccionar uns pocs governants estrangers.

##### Títols utilitzats pels emperadors
- Basileu (Βασιλεύς, ‘sobirà’): originàriament es referia a qualsevol rei a les zones de parla grega de l'Imperi Romà. També es va referir als emperadors de Pèrsia. Heracli el va adoptar per substituir el títol llatí august el 629, i es va convertir en la paraula grega per a «emperador». Heracli també utilitzà els títols autokrator (αυτοκράτωρ, 'autocràta’) i Kyriad (κύριος, ‘senyor’). Els romans d'Orient reservaven el terme basileus exclusivament per a l'emperador de Constantinoble, i es referien als reis d'Europa occidental com a regàs, hel·lenització de la paraula llatina rex (‘rei’). La forma femenina basilissa es refereix a l'emperadriu. Les emperadrius es van tractar com a Eusebestatē Avgousta, Kyria (‘senyora’) o Despina, la forma femenina de dèspota.
- Porfirogènit (πορφυρογέννητος, ‘nascut en la porpra’): els emperadors volien posar èmfasi en la legitimitat de la seva ascensió al tron i annexen aquest títol als seus noms.
- Autocràtor (‘autogovernant’ o ‘que governa per si sol’): equivalent a Imperator, va ser utilitzat pels emperadors.

##### Títols utilitzats per la família imperial
- Basleopàtor (Βασιλεοπάτωρ): creat per descriure el «pare» d'un emperador, encara que el basileopatōr no era necessàriament el pare real de l'emperador. El primer basileopatōr fou Estilià Zaützes, noble de Lleó VI el Filòsof. Romà I Lecapè també utilitzà el terme quan va ser regent de Constantí VII. El basileopatōr ocupava el rang més alt entre l'administració i, sovint, implicava àmplies tasques administratives.

- Dèspota (Δεσπότης, ‘senyor’): títol emprat pels emperadors des de Justinià, fou un títol honorífic dels fills dels emperadors regnants. En el segle xii, Manuel I Comnè el convertí en el títol més alt després del d'emperador. La forma femenina, despoina, es refereix a una dona dèspota o l'esposa d'un dèspota, però també es va utilitzar per a designar l'emperadriu.

- Sebastocràtor (Σεβαστοκράτωρ, 'venerable governant'): creat per Aleix I, com una combinació d'autocràtor i sebast. Era essencialment un títol honorífic, que significava només una estreta relació amb l'emperador, però es va classificar immediatament després de despotēs. La forma femenina n'és sebastokratorissa.

- Cèsar (Καίσαρ, ‘cèsar’), originàriament, com en l'Imperi Romà tardà, es va utilitzar un subordinat per al coemperador o l'hereu aparent, ocupant el rang més alt. El cèsar gaudia d'amplis privilegis, gran prestigi i poder. Quan Aleix I creà el títol de sebastokratōr, kaiser es va convertir en el tercer títol en importància, i quart, després de Manuel I va crear dèspotes. La forma femenina n'és kaisarissa. Va ser poques vegades concedit als estrangers. Justinià II anomenava Tervel, kan dels búlgars, kaiser l'any 705, llavors el títol es va convertir en eslau en el terme tsar. Andrònic II Paleòleg nomenà kaiser Roger de Flor, líder de la Companyia Catalana d'Orient el 1304.

- Nobilíssim (Νοβελίσσιμος, ‘els més nobles’), adaptació del llatí Nobilissimus: originàriament un títol donat als parents propers de l'emperador, subordinats únicament al kaiser. El títol patí diverses variacions: Prōtonobelissimos fou creat en el seu lloc, només per ser substituït per una forma més ampliada: Prōtonobelissimohypertatos. A final de la dinastia dels Paleòlegs, el primer havia desaparegut, mentre que el segon era un funcionari provincial.

- Curopalata (Κουροπαλάτης, del llatí cura palatii, 'a càrrec del palau': emprat ja en temps de Justinià, era el funcionari encarregat de la gestió del palau imperial. Va ser adjudicat a importants membres de la família imperial, i a partir del segle xi en general s'adjudicà als governants vassalls d'Armènia i del Regne d'Ibèria (Caucas).

- Sebast (Σεβαστός, 'honorable'), aquest títol és la traducció literal grega del terme llatí august o augoustos, de vegades aplicada als emperadors com un títol que va aparèixer en la segona meitat del segle xi, i que va ser àmpliament concedit per Aleix I Comnè als seus germans i parents. A partir del segle xii, disminuí ràpidament en importància.

### L'exèrcit
L'exèrcit romà d'Orient va ser durant segles el més poderós de tots. Hereu del victoriós exèrcit romà, durant els segles iii i iv va ser substancialment reformat: desenvolupà sobretot la cavalleria pesant (catafracta), d'origen sàrmata.
En un primer moment existien dos tipus de tropes: els limitanei, les guarnicions de la frontera, i els comitatenses. A partir del segle vii, l'imperi va ser organitzat en temes, circumscripcions tant administratives com militars dirigides per un estrateg, amb què es va millorar la capacitat defensiva de l'imperi davant els seus nombrosos enemics exteriors.
En la defensa de l'imperi, va tenir un important paper l'hàbil diplomàcia dels seus emperadors. Els pagaments de tributs van mantenir molt de temps la pau amb alguns dels seus enemics, i el seu servei d'espionatge va ser una autèntica agència d'intel·ligència que recollia informació dels rivals de l'imperi amb diversos sistemes de recollida d'informació.
Una de les debilitats de l'exèrcit romà d'Orient, que va anar accentuant-se amb el temps, va ser la necessitat de fer servir tropes mercenàries, de fidelitat dubtosa. Entre els cossos mercenaris més coneguts, hi havia la famosa guàrdia varega, provinents dels pobles nòrdics, i els almogàvers, que generaren una crisi terrible dins l'imperi amb la seva revolta durant el segle xiv.
L'estratègia militar va tenir un auge en època romana d'Orient, i diversos emperadors, com és el cas de Maurici, van escriure tractats sobre l'art de la guerra, en què, entre altres qüestions, es lloava la discreció, la sorpresa i el lideratge dels comandants.

### La marina
La marina romana d'Orient va ser la força naval de l'Imperi Romà d'Orient. Així com l'imperi mateix, en els seus orígens es va desenvolupar a partir de la marina romana, però en comparació amb la seva predecessora va tenir un paper més important en la defensa de l'imperi. La marina romana operava com a policia marítima per desactivar amenaces, però la marina de l'Imperi Romà d'Orient era vital per a l'existència de l'imperi, a qui molts historiadors han qualificat d'«imperi marítim».
La marina romana d'Orient va tenir un paper preponderant en l'hegemonia de l'imperi, gràcies a les seves àgils embarcacions, anomenades dromos i l'ús d'armes innovadores com el «foc grec». La superioritat naval de l'imperi li va proporcionar el domini del Mediterrani oriental fins al segle xi, quan va començar a ser substituïda per l'incipient poder d'algunes ciutats estat italianes, especialment la República de Venècia.
La primera amenaça a l'hegemonia de la marina romana va venir dels vàndals al segle v, però va ser liquidada per les guerres de Justinià I al segle següent. El restabliment d'una marina romana d'Orient permanent i la introducció de les galeres en el mateix període marca la independència i el desenvolupament de les característiques primàries de la marina romana d'Orient. Aquest procés va augmentar durant l'adveniment de l'islam. Després de les pèrdues del llevant mediterrani i de l'Àfrica, el Mediterrani es va convertir en un camp de batalla entre l'Imperi Romà d'Orient i l'imperi dels àrabs. En aquest punt, va ser molt important la marina romana d'Orient, no sols per a la defensa de les possessions imperials al mar, sinó per a repel·lir atacs contra Constantinoble. Amb l'ús del «foc grec», l'arma secreta romana d'Orient més letal, Constantinoble es va salvar de diversos setges i en moltes batalles la victòria va ser per a les tropes de l'Imperi Romà d'Orient.

### La religió

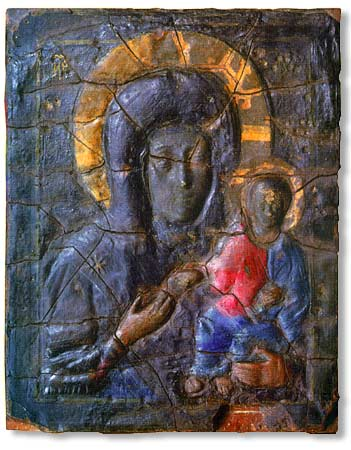
La Verge Maria, protectora de l'imperi

L'Imperi Romà d'Orient va ser, des dels seus inicis, cristià, ja que Constantí I va ser el primer emperador a adoptar el cristianisme (i en aquella època gran part de l'imperi ja era cristià), religió que va anar incrementant la seva influència al llarg del segle iv i va culminar quan l'emperador Teodosi I a finals del mateix segle la va proclamar religió oficial de l'imperi.
Inicialment, la màxima autoritat religiosa de l'imperi era l'emperador, que tenia el càrrec de pontífex màxim. Així doncs, l'any 325, Constantí convocà el primer concili de Nicea, en què es decidí, entre altres coses, que s'organitzaria l'Església en patriarcats, i aquest en diòcesis. L'any 381, en el primer concili de Constantinoble es decidí que el patriarca de Constantinoble prevaldria damunt dels altres, fins i tot del de Roma.
La unitat religiosa va ser amenaçada per les heretgies que van proliferar en la meitat oriental de l'imperi, i que van posar en relleu la divisió en matèria doctrinal entre les quatre principals seus orientals: Constantinoble, Antioquia, Jerusalem i Alexandria.
L'any 325, el concili de Nicea havia condemnat l'arrianisme, que negava la naturalesa divina de Crist. El 431, el concili d'Efes va declarar herètic el nestorianisme. La crisi més duradora, tanmateix, va ser la causada per l'heretgia monofisita, que afirmava que Crist només tenia una naturalesa, la divina. Encara que va ser també condemnada pel concili de Calcedònia (451), havia guanyat nombrosos adeptes, sobretot a Egipte i Síria, i tots els emperadors van fracassar en l'intent de restablir la unitat religiosa. En aquest període, s'inicià també l'estreta associació entre l'Església i l'imperi: Lleó I (457-474) va ser el primer emperador coronat pel patriarca de Constantinoble.
Un dels fets més decisius i d'efectes més duradors va ser la incorporació dels pobles eslaus a l'òrbita cultural i religiosa de l'imperi. En la segona meitat del segle ix, els monjos Metodi i Ciril van ser enviats a evangelitzar Moràvia, a petició del seu monarca, Rastislau. Per dur a terme la seva tasca van crear una llengua literària, l'antic eslau eclesiàstic o litúrgic, basada en el dialecte eslau parlat a Tessalònica, d'on eren originaris aquests monjos. També van elaborar un nou alfabet per posar-lo per escrit, l'alfabet glagolític, després substituït per l'alfabet ciríl·lic. Encara que la missió a Moràvia va fracassar, a mitjans del segle x es va produir la conversió del principat de Kíev: incorporà així sota la influència de l'imperi un estat d'una extensió molt més gran que la del mateix imperi d'aquells dies.
Els afers religiosos, però, es tornaren especialment delicats pel que fa a les relacions amb l'Església de Roma. La ruptura definitiva es va consumar el 1054, amb motiu d'una disputa sobre el text del credo, en el qual els teòlegs llatins havien inclòs la clàusula filioque, significant així, en contra de la tradició de les esglésies orientals, que l'Esperit Sant procedia no solament del Pare, sinó també del Fill. Hi havia també desacord en molts altres temes menors, i en el fons també es discutia la primacia entre les dues antigues capitals de l'imperi. Aquest trencament es coneix amb el nom del Gran cisma d'Orient i va donar lloc a l'Església ortodoxa.

## Cultura i art

### La llengua
En els orígens de l'Imperi Romà d'Orient va existir una situació de diglòssia entre el llatí i el grec. La primera era la llengua de l'administració estatal, mentre que el grec era la llengua parlada i el principal vehicle d'expressió literària; dins l'Església i en l'educació s'utilitzava el grec. A això, s'ha d'afegir que en altres regions de l'imperi es feien servir altres llengües, com l'arameu i la seva variant el sirià, a Síria i Palestina, i la llengua copta a Egipte.
Amb el temps, el llatí va ser definitivament desplaçat pel grec, que es va convertir també en la llengua de l'administració imperial. És significatiu que ja en època d'Heracli el títol d'augustus, en llatí, fos substituït pel de basileus, en grec. Però el llatí encara va continuar apareixent en inscripcions i en monedes fins al segle xi.
La invasió de l'islam i la pèrdua de les províncies orientals van causar una major hel·lenització de l'imperi. El grec parlat era el resultat de l'evolució del grec antic, que va donar lloc al grec medieval. Existien grans diferències entre el llenguatge literari, deliberadament arcaic, i el llenguatge parlat, la koiné popular, que no s'acostumava a utilitzar en literatura.
La literatura, com en general la cultura romana d'Orient en tots els àmbits, es caracteritzava per tres elements: hel·lenisme, cristianisme i influència oriental.
- Hel·lenisme perquè continua la tradició de la Grècia clàssica a pesar dels intents romanitzadors de Justinià i el seu nebot Justí II, que només van consolidar el dret.
- Cristianisme perquè des de Constantí va ser la religió de l'imperi, tot i la dura oposició intel·lectual, fins ben entrat el segle vi.
- Influència oriental per l'estreta relació amb els pobles asiàtics i africans.

### Literatura
La literatura romana d'Orient inclou un poema èpic en grec popular, Digenís Acrites, i lírics de primer ordre com Teodor Pròdom. Conté uns gèneres característics, com els bestiaris, volucraris, lapidaris i les novel·les romanes d'Orient:
- Els amors d'Isínia i Ismino d'Estaci Macrembolita,
- Els amors de Rodant i Dosicles de Teodor Pròdom,
- Les aventures de Drusilla i Caricles de Nicetes Eugenià,
- Aventures d'Aristandre i Calitea de Constantí Manases.

Va ser especialment fecunda en escrits teològics, cristològics i hagiogràfics. Va ser en particular rellevant per a la literatura occidental la Història de Barlaam i Josafat, en què es troben al·lusions a la vida de Buda, i que va ser divulgada per tot Occident.
La història va tenir representants eminents, com Procopi de Cesàrea, secretari del famós general Belisari durant el regnat de Justinià i a la vegada panegirista de l'emperador en els sis llibres de les seves històries, i el seu detractor en l'anomenada Història secreta. En la lírica, destaca l'epigrama amb figures com Pau el Silenciari i Agaties, aquest últim antòleg i historiador del període que va seguir Justinià. Jordi de Pisídia va compondre poesia èpica i epigrames. Existeix un interessant llibre de viatges de Cosme Indicopleustes. Del segle vii destaca un historiador, Simocata, que no va arribar a tenir la importància de Procopi; en aquest segle, també destaca el poeta Romà el Melode o el Cantor, autor d'himnes religiosos.
Entre els segles viii i xi, es compila ja la mencionada epopeia nacional Digenís Acrites, composta en una llengua semiculta; també es fan poemes èpics sobre Alexandre el Gran i es componen enciclopèdies com la Suda o Suïdes, de caràcter gramatical, etimològic, biogràfic, geogràfic, històric, científic i literari. Es va recopilar el corpus d'epigramàtica grega més important que es conserva, l'Antologia palatina.
El cristianisme s'incorpora al gènere tradicional pagà amb les obres del monjo Teodor Estudita, que escriu sobre la qüestió iconoclasta, així com obres ascètiques i d'exegesi, i de la monja poeta Kassia. Sant Joan Damascè va compondre tractats teològics i polèmics en un estil obscur. D'altra banda, alguns emperadors es van dedicar a les lletres, com Lleó VI el Filòsof, que va ser poeta, així com el seu fill Constantí VII.
En l'últim període, des de finals del segle xi, existeix una gran quantitat de literatura polèmica religiosa, però també escriuen Foci i Miquel Psel·los sobre altres temes i es propicia un renaixement de les lletres gregues. Aquest renaixement passarà a Europa amb la dispersió dels erudits romans d'Orient per la península Itàlica després de la caiguda de Constantinoble pels otomans. A Itàlia, renaixerà l'estudi del grec i l'humanisme i d'allà passarà a la resta del món. Joan Tzetzes escriu poemes didàctics i erudits, s'escriuen novel·les a Grècia i proliferen els bestiaris, els lapidaris i cròniques com la cèlebre Crònica de Morea, que va manar traduir a l'aragonès el gran mestre de l'orde de Sant Joan de Jerusalem, Juan Fernández de Heredia.
L'inquiet i inconformista poeta Teodor Prodom escriu quatre poemes satírics en llengua popular i escriu la seva Catomiomaquia, o Lluita dels gats contra els ratolins, un model de paròdia èpica. Hi ha excel·lents historiadors que deixen testimoni de les croades, com la dels germans Choniates, Miquel i sobretot Nicetas. També Paquimeras, Nicefor Brienni o la seva dona Anna Comnena, princesa imperial autora de l'Alexíada, història sobre el seu pare Aleix I Comnè. Durant l'època de la dinastia dels Paleòlegs la literatura entra en decadència, tot i que després sorgeix amb força la filologia.

### Arquitectura
L'arquitectura romana d'Orient és hereva de l'arquitectura romana i l'arquitectura paleocristiana. És essencialment religiosa, tot i que no falten edificis civils d'importància. Presenta una marcada predilecció pel totxo com a material de construcció, tot i que dissimulat per detalls de pedra en l'exterior i pel sumptuós mosaic en l'interior. Encara s'utilitzava la columna, i la seva innovació més destacada és l'ús sistemàtic de la coberta de volta. Els tipus de volta més utilitzada són la de canó i la d'aresta, però destaca sobretot la cúpula, amb la seva característica base sobre petxines, tot i que també es va fer servir ocasionalment la cúpula sobre trompes.
Respecte a la planta, la més freqüent en els temples és la que té forma de creu grega, amb una cúpula en la intersecció de les naus. En els temples, sovint, a més a més del cos de la nau principal, hi ha un atri o narthex, d'origen paleocristià, i el presbiteri precedit de la iconòstasi, anomenat així perquè allà es col·locaven les icones pintades.
En la història de l'art i l'arquitectura romans d'Orient se solen distingir tres períodes o «edats d'or»: 
1. La primera edat d'or té el moment més representatiu en l'època de Justinià, i els seus edificis més destacats són l'església dels Sants Sergi i Bac, la de Santa Irene i, sobretot, la de Santa Sofia, totes a la ciutat de Constantinoble.
2. La segona edat d'or coincideix amb el renaixement macedònic (segles ix, x i xi). Continua sent l'església de planta central coberta amb una cúpula d'acord amb el model fonamental. Són freqüents les esglésies de planta de creu grega inscrita en un quadre, amb els braços de la creu coberts amb una volta de canó, i cinc voltes, l'una en el centre i les altres quatre en els angles. El prototip va ser-ne la Nova església o Nea construïda per Basili I, avui desapareguda. Altres esglésies destacades són les dels Sants Apòstols de Constantinoble, Santa Caterina de Salònica, la catedral d'Atenes i la basílica de Sant Marc de Venècia.
3. La tercera edat d'or comença després de la recuperació de Constantinoble el 1261. És una època de difusió de les formes romanes d'Orient, tant al nord (Rússia) com a l'oest. Les novetats d'aquest període són més decoratives que estructurals. Destaquen esglésies com la de Santa Maria Pammakaristos a Constantinoble, les esglésies del mont Atos o el conjunt d'esglésies de Mistra, al Peloponès.

### Escultura, mosaics i pintura
L'estil romà d'Orient va quedar definit a partir del segle vi. Anteriorment dominava l'estil romà tardà, fins i tot en la mateixa Constantinoble, segons ho evidencien diverses estàtues erigides per tota la ciutat. No obstant això, altres monuments de l'època mostren ja l'inici pel gust romà d'Orient, com el disc de Teodosi (393), un baix relleu amb les figures de l'emperador i la seva cort. És un estil que es pot considerar com una derivació de l'estil romà amb influència asiàtica. Es caracteritza, en general, per una certa uniformitat, amanerament i rigidesa o falta de naturalitat en les figures que apareixen en esmalts, imitacions de pedres i enfilalls de perles, en trossos geomètrics i en el fullam estilitzat o mancat de naturalitat.
L'art romà d'Orient va cultivar molt poc l'embalum rodó, però abunda en relleus sobre marfil, plata i bronze i no va abandonar del tot l'ús dels camafeus i entallats en pedres fines. Tant en els relleus, com en les pintures i mosaics, es presenten les figures mirant cap endavant.
De la cultura romana, l'imperi va heretar la decoració mitjançant mosaics, que van arribar a la seva màxima esplendor en aquest imperi. Els mosaics eren figures formades per petits trossos de pedra o vidre de colors. Seguien estrictes normes per il·lustrar passatges de la vida dels emperadors i escenes religioses, que en aquest darrer cas trobem tot cobrint les muralles i cels rasos de les esglésies.
Pel que fa a la pintura, cal destacar d'una manera particular els retaules de temàtica religiosa coneguts com a icones.

### Música
La música romana d'Orient, de caràcter normalment religiós, estava fortament relacionada amb el cant gregorià. És un tipus de monodia vocal, sense acompanyament instrumental, i està organitzada en un sistema musical, l'oktoekhos, que està format per 8 modes o escales. Es diferencia del gregorià perquè es canta en grec i s'acompanya vocalment amb un so greu de base: la isocratima.

## Llegat
L'Imperi Romà d'Orient va ser una organització multicultural, hereva de la tradició romana, que va desaparèixer el 1453, i era un regne grec de religió ortodoxa. L'escriptor britànic Robert Byron va descriure la seva essència com el resultat d'una triple fusió: un cos romà, una ment grega i una ànima oriental.
L'imperi Romà d'Orient va ser l'única potència estable de l'edat mitjana. La seva influència va servir de factor estabilitzador a Europa, de barrera contra la pressió de les conquestes dels exèrcits islàmics i actuant com a enllaç amb el passat clàssic i la seva antiga legitimitat.
La caiguda de l'imperi va ser traumàtica, tant que durant molt de temps es va considerar el 1453 com la divisió entre l'edat mitjana i l'edat moderna. El conquistador otomà Mehmet II i els seus successors es consideraren a si mateixos hereus legítims dels emperadors romans d'Orient fins a la fi de l'Imperi Otomà, a principis del segle xx. Tanmateix, el paper de l'emperador romà d'Orient com a cap de l'ortodòxia oriental va ser reclamat pels grans ducs de Moscou començant per Ivan III. El seu net Ivan el Terrible es convertiria en el primer tsar de Rússia, títol (tsar) que prové del cèsar romà. Els seus successors van donar suport a la idea que Moscou era l'hereva legítima de Roma i Constantinoble, la tercera Roma, una idea mantinguda per l'Imperi Rus fins a la seva fi a començaments del segle xx.
Des del punt de vista comercial, l'imperi era el punt de partida de la ruta de la Seda, l'eix econòmic que unia Europa amb Orient, per on s'importaven matèries de luxe com la seda i les espècies. La interrupció d'aquesta ruta a causa de la desaparició de l'Imperi Romà d'Orient va provocar l'obertura de noves rutes comercials i és així com espanyols i portuguesos van arribar a Amèrica i a Àfrica, tot buscant rutes alternatives. Els portuguesos van acabar la conquesta abans i van disposar dels recursos necessaris amb antelació per crear un imperi atlàntic que permetria arribar a l'Índia tot circumnavegant Àfrica. Els espanyols posteriorment patrocinarien Colom i diversos conquistadors per crear un imperi que transformaria Espanya en la primera superpotència mundial.
L'imperi va tenir un paper important en la conservació de textos clàssics, tant en el món islàmic com en l'Europa occidental, que serien clau per al desenvolupament del Renaixement. La seva tradició historiogràfica va ser una font d'informació sobre els èxits del món clàssic. Fins al punt que es creu que el ressorgiment cultural, econòmic i científic del segle xv no hauria estat possible sense les bases establertes per la Grècia romana d'Orient. D'altra banda, la influència de l'imperi en qüestions com la teologia seria vital per als pensadors europeus com sant Tomàs d'Aquino.
També s'ha d'esmentar que l'imperi va ser clau en la divulgació del cristianisme, religió que definiria Europa durant segles. Dels quatre principals focus d'aquesta religió, tres (Jerusalem, Antioquia i Constantinoble) es trobaven en el seu territori i fins al cisma d'Orient va ser el major focus espiritual. També va ser el punt de partida de l'evangelització dels pobles eslaus, amb l'adaptació de l'alfabet grec per crear el sistema d'escriptura que avui anomenen «alfabet ciríl·lic», sense deixar de menystenir la seva influència sobre les esglésies copta, etíop i armènia.